# Valea Făgetului
Valea Făgetului falu Romániában, Erdélyben, Fehér megyében.

## Fekvése
Remete közelében fekvő település.

## Története
Valea Făgetului korábban Remete része volt, 1956 körül vált külön, 61 lakossal.
1966-ban 73, 1977-ben 60, 1992-ben 64, 2002-ben pedig 48 román lakosa volt.